# Mykotoksin
 Der er for få eller ingen kildehenvisninger i denne artikel, hvilket er et problem. Du kan hjælpe ved at angive troværdige kilder til de påstande, som fremføres i artiklen.

Mykotoksin er en gruppe af giftstoffer, som produceres af forskellige svampearter, hvis toksiditet varierer kraftigt.
Hos gærsvampen drejer det sig om ethanol (alkohol), men blandt de mere frygtede mykotoksiner kan nævnes aflatoksin, som produceres af svampen Aspergillus flavus, og som bl.a forefindes i nødder og korn. 
Indenfor medicin har nogle mykotoksiner vist sig nyttige. F.eks er penicillin et mykotoksin, og det samme gælder for Cyclosporin, som er et præparat, der virker svækkende på immunsystemet, og derfor er nyttigt ved organ-transplantation.
Desuden er visse mykotoksiners psykedeliske effekt velkendt.
| Kemi | Spire Denne artikel om kemi er en spire som bør udbygges. Du er velkommen til at hjælpe Wikipedia ved at udvide den. |